# Compsibidion melancholicum
Compsibidion melancholicum là một loài bọ cánh cứng trong họ Cerambycidae.